# Гаферная лента

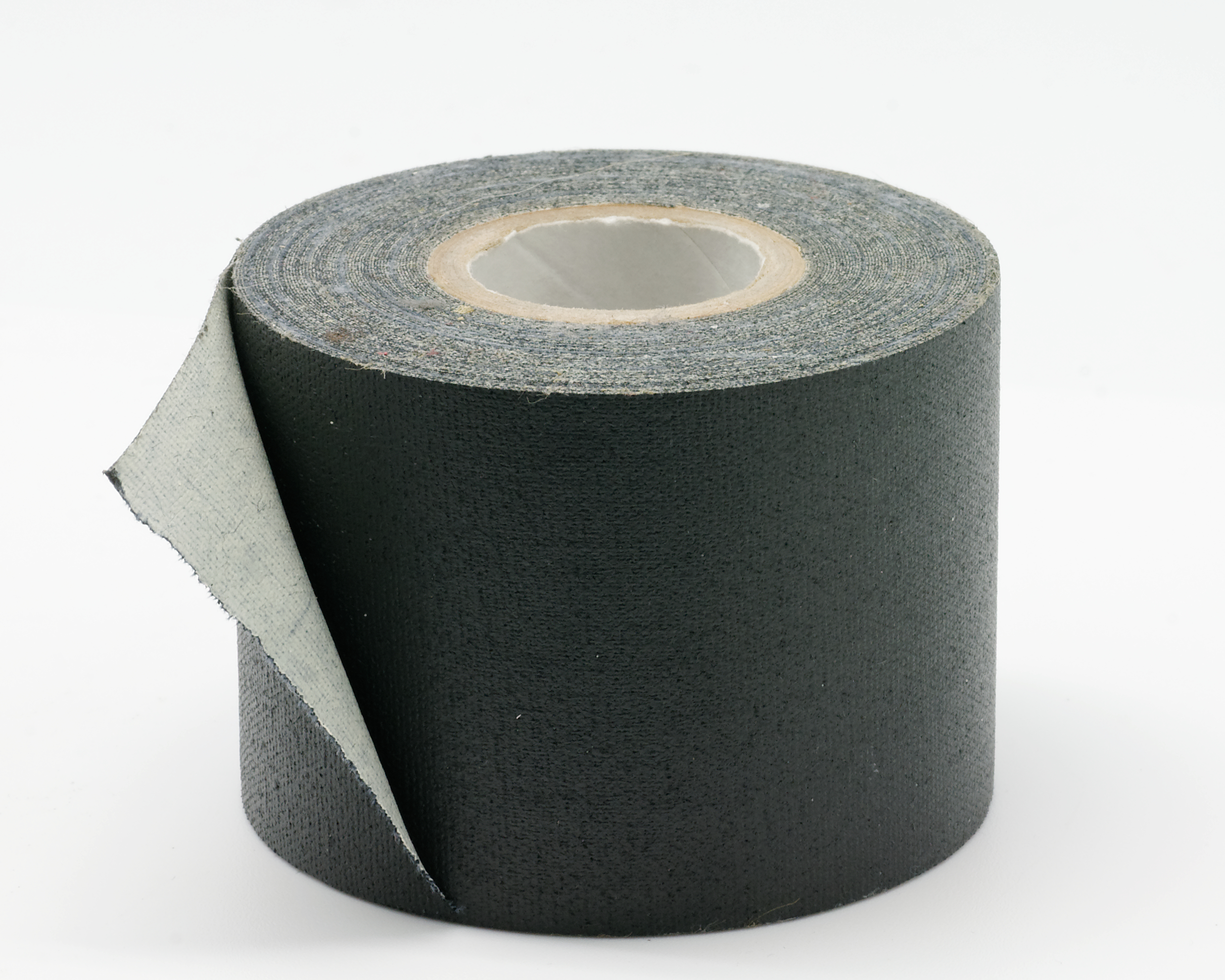
Черная гаферная лента

Гаферная лента (англ. gaffer tape) представляет собой липкую ленту из плотной хлопчатобумажной ткани с сильными адгезионными свойствами. Она широко используется в театре, фотографии, кино, радио и телевидении, а также в монтаже сценических конструкций. Гаферную ленту иногда путают с тканево-полиэтиленовой лентой (в быту монтажный скотч). Гаферная лента отличается от неё как составом основы, которая сделана из ткани, а не винила или других пластиков, так и клеем, который более устойчив к нагреванию и легче удаляется, не повреждая поверхность, к которой был приклеен.

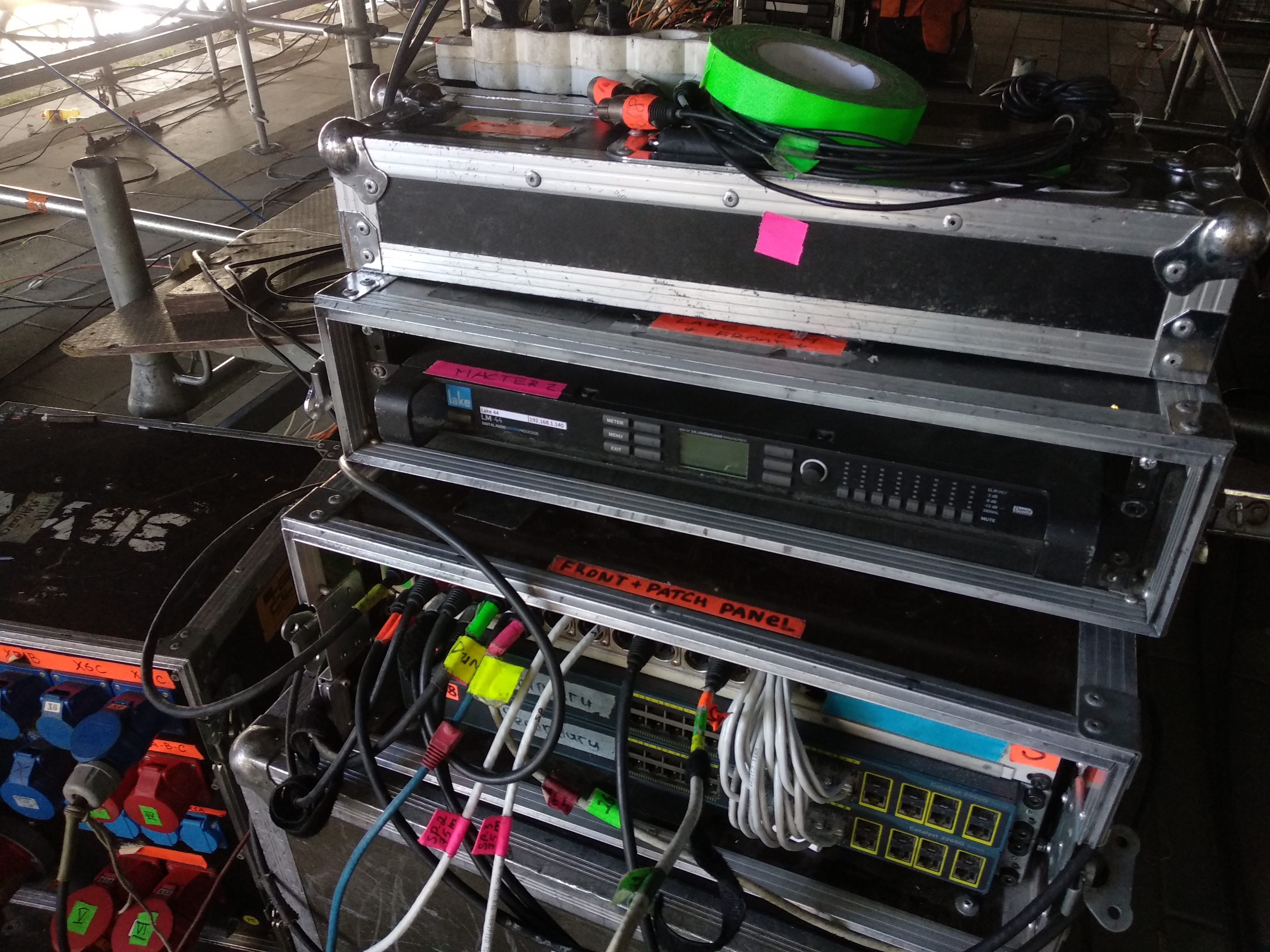
Рулон гаферной ленты и маркированные кабели

Лента несмотря на свою прочность легко отрывается руками без использования инструмента. Клеевой слой позволяет удалить ленту практически без следов. Используется для закрепления кабелей, лёгкого ремонта и фиксации бутафории. Цветная лента часто используется для маркировки кабелей, микрофонов, разметки пола на сцене. По поверхности ленты можно писать.
По одной из версий лента получила название в честь бригадира осветителей (гафера) из съёмочной группы, который приклеивает к сцене или другой поверхности кабели для предотвращения опасности споткнуться, либо для сокрытия их от поля зрения публики или камер. Лента была изобретена в 1959 году Россом Лоуэллом, режиссёром, оператором и основателем Lowel-Light. Лоуэлл перенёс клей с клейкой ленты Permacel от Johnson & Johnson на серебристую ткань, а Lowel-Light представила её на рынке.